# イアゴ・エレリン
イアゴ・エレリン(Iago Herrerín、1988年1月25日 - )はスペイン・バスク州ビルバオ出身のサッカー選手。ポジションはGK。AEKラルナカ所属。

## 経歴
2010年7月、アスレティック・ビルバオを去ってアトレティコ・マドリードBに移籍した。
2012年夏にアスレティック・ビルバオと2年契約を結んで復帰した。直後にセグンダ・ディビシオンのCDヌマンシアに期限付き移籍。
アスレティック復帰後は主にコパ・デル・レイやUEFAヨーロッパリーグなど、カップ戦
での出場が多かった。
2016-17シーズンの途中から、ジョン・アンデル・セランテスの負傷離脱でGKが手薄になっていたCDレガネスに期限付き移籍した。
18-19シーズン、ケパの退団と欧州カップの出場が無かった事もあり正守護神として活躍。またリーグ5番目となる10試合のクリーンシートを達成した。
2021年5月16日、2020-21シーズンをもってアスレティック・ビルバオを退団することを自身のSNS上で発表した。

## 人物
エレリンの左足には、自身の少年時代の憧れだったキャプテン翼のタトゥーは彫られている。